# Thrasymachos z Chalkedónu
Thrasymachos z Chalkedónu (řecky Θρασύμαχος) (asi 459 př. n. l. – 400 př. n. l.) byl antický řecký sofista. Je známý díky stejnojmenné postavě v Platónově díle Políteiá (Ústava).

## Thrasymachos skutečný
Byl občanem Chalkedónu na Bosporu. Působil pravděpodobně jako sofista v Athénách, což však není spolehlivě doloženo.
Je mu připisováno zintenzivnění rytmických prvků v řeckém řečnictví, zejména užití metrického rytmu v próze, a také větší důraz na vyjádření emocí pomocí pohybu a gest.

## Thrasymachos v Platónově díle
Současný jeho význam vychází zejména z Platónova díla Políteiá, ve kterém vystupuje jako postava.
Tato postava tvrdí, že spravedlnost spočívá v prospěchu silnějšího, a proto se všude stále děje nespravedlnost. Z toho vyvozuje, že se bohové o lidi nestarají, jelikož všechny nespravedlnosti přehlížejí.
Políteiá 338 ř.: φημὶ γὰρ ἐγὼ εἰ̂ναι τὸ δίκαιον οὐκ ἄλλο τι ἢ τὸ του̂ κρείττονος συμφέρον, (Tak tvrdím, že spravedlnost není ničím jiným, než potřebou silnějšího.)